# Pont à péage Général-Mamadi-Doumbouya
Le pont à péage Général-Mamadi-Doumbouya est un pont autoroutier à péage reliant les préfecture de Dubréka et de Tanéné à Ouassou en république de Guinée.
D'une longueur de 126 mètres, le pont traverse le Konkouré en amont des 4 pont de Tanéné.

## Historique

### Origine du nom
Son nom est en l’honneur du président guinéen Mamadi Doumbouya.

## Directions
- Vers le nord-ouest, la route nationale 3 part en direction du Tanéné.
- Vers le sud-est, la route nationale 3 part en direction de Dubréka centre.